# Neuville-Bosc
Neuville-Bosc är en kommun i departementet Oise i regionen Hauts-de-France i norra Frankrike. Kommunen ligger i kantonen Méru som tillhör arrondissementet Beauvais. År 2022 hade Neuville-Bosc 475 invånare.

## Befolkningsutveckling
Antalet invånare i kommunen Neuville-Bosc
| Referens: INSEE |